# Tamara Lund

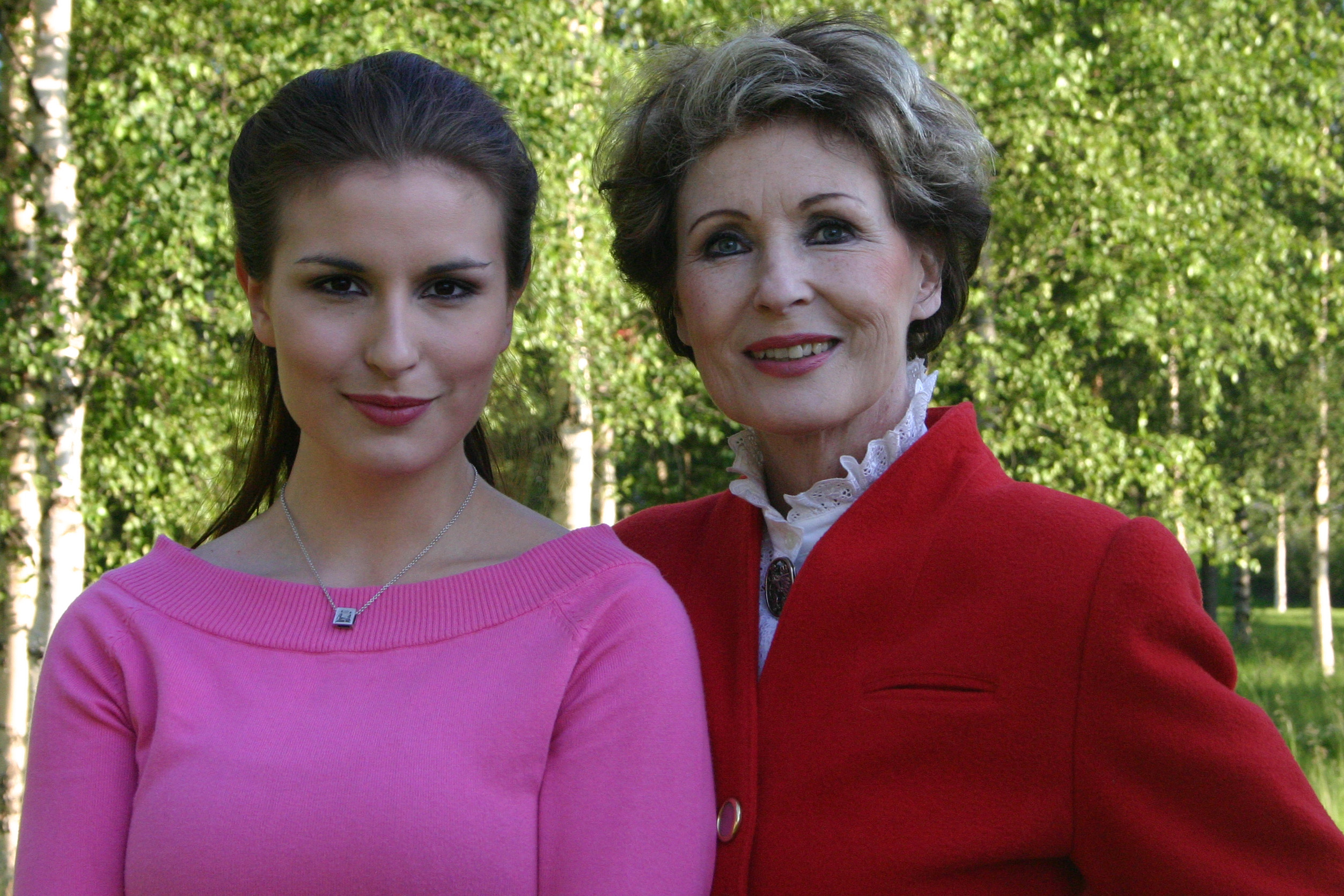
Maria och Tamara Lund.

Tamara Adele Lund-Ioniță, född 6 januari 1941 i Åbo, död där 21 juli 2005, var en finländsk operasångerska (sopran). Hon var mor till Maria Lund. 
Efter studier vid Sibelius-Akademin, Finska teaterskolan och utomlands var Lund skådespelare i Åbo. Hon var 1967–1974 engagerad vid Finlands nationalopera, därpå verksam i Västtyskland, huvudsakligen i operettroller. Hon vann berömmelse för titelrollen i Alban Bergs Lulu. Efter återflyttningen till Finland var Lund initiativtagare till operettdagar i Åbo och grundade 1994 ett eget produktionsbolag. Hon utgav 2000 det självbiografiska arbetet Lohikäärmeen pahvikulissit.